# Vipera barani
Vipera barani este o specie de șerpi din genul Vipera, familia Viperidae, descrisă de Wolfgang Böhme și Joger 1983. A fost clasificată de IUCN ca specie cu risc scăzut. Conform Catalogue of Life specia Vipera barani nu are subspecii cunoscute.

## Galerie

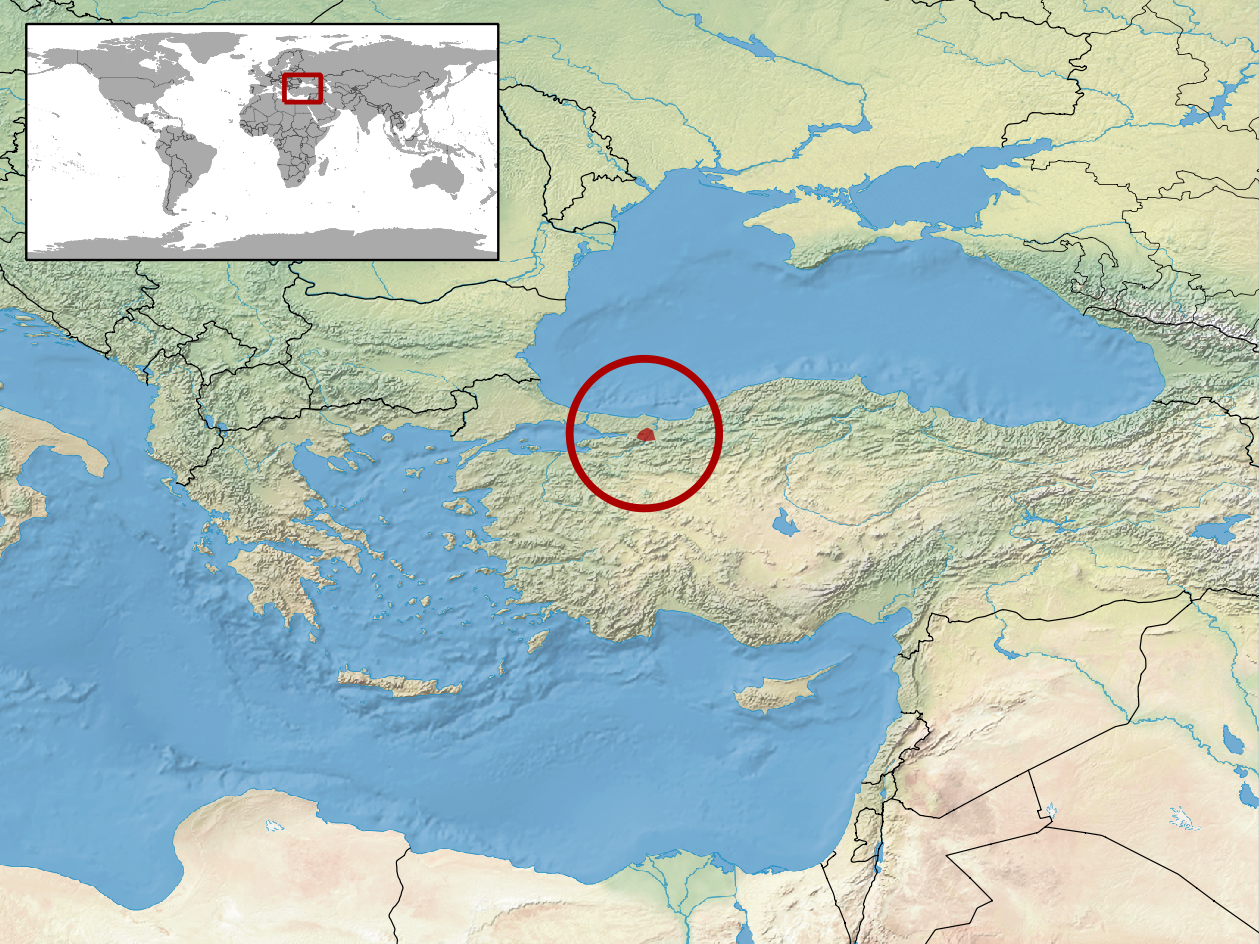